# Capital constante
Karl Marx denomina capital constante a la masa de capital invertida en medios de producción. La razón por la que Marx caracteriza como constante a esta porción del capital es que siempre transfiere la misma cantidad de valor al producto. En oposición al capital variable, cuya contribución al valor del producto puede variar. Es el capital cuyo valor se traslada totalmente a la mercancía producida.
El capital constante se divide en constante fijo y constante circulante. El capital constante fijo son las maquinarias, herramientas, infraestructuras. Mientras que el capital constante circulante son las materias primas, insumos y materiales auxiliares.